# Richard Harries, Baron Harries of Pentregarth

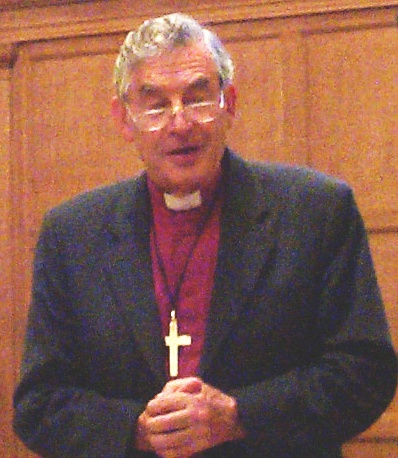
Richard Harries (2004)

Richard Douglas Harries, Baron Harries of Pentregarth (* 2. Juni 1936) ist ein britischer anglikanischer Theologe, der zwischen 1987 und 2006 Bischof von Oxford war. Er war von 2003 bis 2006 als geistlicher Lord und ist seit 2006 als Life Peer Mitglied des House of Lords.

## Leben

### Bischof von Oxford
Nach dem Schulbesuch leistete Harries zwischen 1955 und 1958 Wehrdienst als Offizier des Royal Corps of Signals der British Army und wurde zuletzt zum Lieutenant befördert. Im Anschluss absolvierte er ein Studium der Theologie und war nach dessen Abschluss von 1963 bis 1969 Kurator der Gemeindekirche von Hampstead sowie zugleich zwischen 1966 und 1969 Kaplan des Westfield College. Nachdem er von 1969 bis 1972 Lecturer am Wells Theological College sowie zeitgleich von 1971 bis 1972 Aufseher dieses College war, wurde er 1972 Vikar der All Saints’ Gemeinde in Fulham. Nach Beendigung dieser Tätigkeit fungierte er zwischen 1981 und 1987 als Dekan am King’s College London der Universität London und war zugleich von 1986 bis 1992 Berater des Erzbischofs von Canterbury für Fragen christlich-jüdischer Beziehungen.
1987 wurde Harries, der 1987 den Sir Sigmund Sternberg-Preis des Internationalen Rates der Christen und Juden erhielt und 1988 auch Vorsitzender der Johnson Society war, als Nachfolger von Patrick Campbell Rodger Bischof von Oxford und bekleidete dieses Amt bis zum 2. Juni 2006. Nachfolger als Bischof wurde 2007 John Pritchard, der zuvor Suffraganbischof von Jarrow war. Neben seinem Amt als Bischof war er zwischen 1992 und 2001 Vorsitzender des Rates der Christen und Juden und ist seit 2001 dessen Vizepräsident. In der Folgezeit war er zwischen 1996 und 2001 Vorsitzender des Gremiums der Church of England für soziale Verantwortung.

### Oberhausmitglied
Bischof Harries wurde als einer der 21 dienstältesten Bischöfe der Church of England am 31. Oktober 1993 als Geistlicher Lord (Lord Spiritual) Mitglied des House of Lords. Als solches war er 1999 Mitglied des Ausschusses für die Reform des Oberhauses sowie 2001 Vorsitzender des Oberhausausschusses für Stammzellforschung. Darüber hinaus war er zwischen 2002 und 2008 Mitglied des Nuffield Council on Bioethics sowie von 2009 Mitglied der Human Fertilisation and Embryology Authority.
Nach Beendigung seiner Tätigkeit als Bischof von Oxford wurde Harries am 30. Juni 2006 als Baron Harries of Pentregarth, of Pentregarth of Ceinewydd in the County of Dyfed, zum Life Peer erhoben und blieb dadurch auf Lebenszeit Mitglied des House of Lords. Im Oberhaus gehört er der parteilosen Fraktion der Crossbencher an.
2006 wurde Lord Harries, der Ehren-Fellow des Selwyn College der University of Cambridge ist, Ehren-Fellow des St Anne’s College der University of Oxford, Honorarprofessor der Theologie des King’s College London sowie Ehrendoktor der Universität London, der Oxford Brookes University, The Open University sowie der University of Huddersfield. Darüber hinaus ist er Fellow des King’s College London, der Royal Society of Literature, der Academy of Medical Sciences (2005) sowie des Institute of Biology (2009).
Seit September 2008 war er Inhaber der Professur für Theologie am Gresham College und wurde dann von Raymond Plant, Baron Plant of Highfield abgelöst.

## Dokumentarfilm
Harries wurde für den Dokumentarfilm The Root of All Evil? von Richard Dawkins interviewt. Auf dem Bonusmaterial der DVD ist das Interview komplett vorhanden.

## Veröffentlichungen
Neben seiner geistlichen und politischen Tätigkeiten verfasste Harries zahlreiche Bücher, die sich insbesondere mit christlich-religiösen Themen, aber auch mit Persönlichkeiten wie Reinhold Niebuhr und C. S. Lewis befassten. Zu seinen bedeutendsten Werken gehören:
- Prayers of Hope (1975)
- Stewards and the Mysteries of God (Mitautor, 1975)
- Turning to Prayer (1978)
- Prayers of Grief and Glory (1979)
- Being a Christian (1981)
- Should Christians Support Guerrillas? (1982)
- What Hope in an Armed World (Herausgeber, 1982)
- The Authority of Divine Love (1983)
- Praying Round the Clock (1983)
- Unholy Warfare (Mitautor, 1983)
- Seasons of the Spirit (1984)
- Prayer and the Pursuit of Happiness (1985)
- Morning has Broken (1985)
- The Cross and the Bomb (Mitautor, 1985)
- Julian, Woman of our Day (Robert Llewelyn Hrsg.; Mitautor, 1985)
- Christianity and War in a Nuclear Age (1986)
- Reinhold Niebuhr and the issues of our Time (Herausgeber, 1986)
- The Reality of God (1986)
- C S Lewis - The Man and his God (1987)
- The One Genius (1987)
- Christ has Risen (1988)
- Is There a Gospel for the Rich? (1992)
- Art and the Beauty of God (1993)
- The Real God (1994)
- Questioning Belief (1995)
- A Gallery of Reflections: The Nativity of Christ (1995)
- Two Cheers for Secularism (Herausgeber, 1998)
- In the Gladness of Today (1999)
- Christianity: Two Thousand Years (Herausgeber, 2001)
- God outside the Box: Why Spiritual People Object to Christianity (2002)
- After the Evil - Christianity and Judaism in the Shadow of the Holocaust (2003)
- The Passion in Art (2004)
- Praying the Eucharist (2004)
- The Re-enchantment of Morality (2008)
- Faith in Politics? Rediscovering the Christian Roots of our Political Values (2010)
- Issues of Life and Death: Christian Faith and Medical Intervention (2010)
- Reinhold Niebuhr and Contemporary Politics. God and Power (Herausgeber, 2010)